# Junkers Ju 352
Lo Junkers Ju 352 Herkules fu un trimotore da trasporto tattico ad ala bassa prodotto dall'azienda tedesca Junkers GmbH negli anni quaranta.
Sviluppato dallo Junkers Ju 252 venne utilizzato dai reparti di trasporto della Luftwaffe durante le fasi finali della seconda guerra mondiale.

## Storia del progetto

Motore Bramo 323 in mostra al Museo dell'aviazione polacca di Cracovia

Durante la tarda primavera del 1942, il Reichsluftfahrtministerium incaricò l'ufficio progetti della Junkers a Dessau  di esaminare la possibilità di ridisegnare la struttura dello Junkers Ju 252 facendo il massimo uso di materiali non strategici, sostituendo anche gli originali motori Junkers Jumo 211 F con i motori radiali Bramo 323 R-2 Fafnir a 9 cilindri, risolvendo le eccedenze di questi ultimi nei magazzini. Il risultato fu un velivolo concettualmente e visivamente molto vicino al progetto di partenza ma che aveva caratteristiche tali da ritenerlo di fatto un nuovo modello. L'ala dello Ju 352 aveva il profilo esterno molto simile a quello del suo predecessore, ma era montata più indietro sulla fusoliera ed era costruita interamente in legno.
Inoltre conservava il Trapoklappe, il caratteristico portellone-rampa di carico posteriore, che permetteva ai veicoli e alle merci di essere caricati al livello della fusoliera.
In generale lo Ju 352 fu considerato un grande miglioramento rispetto allo Junkers Ju 52 da trasporto con cui la Luftwaffe iniziò il conflitto ma pur sempre notevolmente inferiore alle prestazioni dello Ju 252 da cui derivava direttamente.
Le consegne dei primi Ju 352 erano appena cominciate quando, nell'estate del 1944, le vicende avverse del conflitto dovute alla controffensiva alleata portò alla decisione di abbandonare la produzione di ulteriori aerei da trasporto, e nel mese di settembre gli ultimi due Ju 352 A uscirono dalla linea di produzione. In tutto erano stati costruiti 10 modelli di preserie e 33 di normale produzione.
Dopo che la produzione era stata interrotta furono proposti ulteriori sviluppi del progetto compreso la versione Ju 352 B che avrebbe previsto motori più potenti e un armamento difensivo più pesante, ma questi sviluppi restarono a livello progettuale.

## Utilizzatori
Germania
- Luftwaffe